# Coupe d'Océanie féminine de football 1986
Navigation
Édition précédente Édition suivante
Le Coupe d'Océanie féminine de football 1986, deuxième édition de la Coupe d'Océanie féminine de football, met aux prises les 4 meilleures sélections féminines de football d'Océanie affiliées à la OFC. La compétition se déroule en Nouvelle-Zélande du 29 mars au 2 avril 1986. L'équipe B de Nouvelle-Zélande remplace la Papouasie-Nouvelle-Guinée qui déclare forfait tardivement. Taïwan est quant à elle en zone Océanie en raison des tensions avec la République populaire de Chine.
La compétition est remportée par Taïwan qui bat en finale l'Australie.

## Villes et stades
Toutes les rencontres se jouent à Christchurch.
| Christchurch | \| Christchurch \| |
| ------------ | ------------------ |
| Christchurch | \| Christchurch \| |

## Tournoi
Le classement des équipes est établi grâce aux critères suivants :
- une victoire compte pour 2 points ;
- un match nul compte pour 1 point ;
- une défaite compte pour 0 point.

Les deux premiers de la phase de groupe sont qualifiés pour la finale tandis que les deux autres équipes s'affrontent dans un match pour la troisième place.